# Amen (canção de Vincent Bueno)
"Amen" é uma canção do cantor austríaco Vincent Bueno. A canção representou a Áustria no Festival Eurovisão da Canção 2021 em Roterdão, nos Países Baixos.

## Festival Eurovisão da Canção

### Seleção interna
A 26 de março de 2020, a ORF confirmou que Vincent Bueno representaria a Áustria no concurso de 2021.

### Na Eurovisão
A 65.ª edição do Festival Eurovisão da Canção teve lugar em Roterdão, nos Países Baixos, e consistiu em duas semifinais, a 18 de maio e 20 de maio de 2021, e a grande final, a 22 de maio de 2021. De acordo com as regras da Eurovisão, todos os países participantes, exceto o país anfitrião e os “Big Five”, constituídos por França, Alemanha, Itália, Espanha e Reino Unido, têm de se qualificar numa das duas semifinais para competir na final, embora os 10 melhores países da respectiva semifinal passem à grande final. A 17 de novembro de 2020, foi anunciado que a Áustria actuaria na primeira parte da segunda semi-final do concurso.
Vicente Bueno actuou na segunda semi-final da Eurovisão, ficando em 12.º lugar entre 17 participantes, com 66 pontos, e não se qualificando para a final.